# Михай Урам
Михай Урам (угор. Uram Mihály; нар. 20 червня 1924, Будапешт) — угорський футболіст, що грав на позиції півзахисника.

## Спортивна кар'єра
Виступав за радянський «Спартак» (Ужгород), чехословацьку «Братиславу», італійські клуби «Луккезе-Лібертас», «Спеція» і колумбійський «Атлетіко Хуніор». Віце чемпіон Чехословаччини 1948 року.
В чемпіонаті Італії 1948/49 дебютувало двоє футболістів, які розпочинали свій шлях в українських командах. 13 лютого за «Лаціо» свій перший матч зіграв Норберт Геффлінг, а приблизно через місяць — Михай Урам. Всього за «Луккезе» він провів 7 ігор у Серії «А».